# 暴投
暴投（Wild Pitch，通常記為），是棒球裡投手的一項數據，指的是比賽中投手所投出的球太高、太低、或離本壘板太遠，使得捕手於正常蹲捕時無法接住球，也讓壘上的跑者進壘，甚至得分。
暴投的球通常會通過捕手，跑到本壘板後方，以致於跑者可以輕易地進壘。至於打者的話，則視有無出棒來紀錄為好球或是壞球，如果該球為第三個好球，則打者亦可以進壘。
另一個跟暴投相關的數據是捕逸（Passed Ball，通常記為）。捕逸和暴投指的其實是同一個情況：捕手未能確實接捕投手所投出的球。如果認定該球捕手應可以接捕而未能接捕，就紀錄為捕逸。相較於暴投在多數情況多為壞球(打者未出棒時)，捕逸存在有捕手未確實接住在好球帶內的球之可能。
暴投或捕逸的紀錄是以跑者是否進壘而定，故壘上無人時原則無此紀錄，但有以下幾個例外：
- 形成不死三振的情況。
- 投手投出的第4顆壞球捕手未確實接捕致使打者直接至少上二壘，為交代打者上二壘而必須加記暴投或捕逸。
- 若有跑者嘗試進壘但失敗時，無論其他跑者是否成功進壘，都不記暴投或捕逸。

球投出後若卡在捕手的護具內，則為比賽停止球，壘上跑者可前進一個壘包，並記錄為暴投或捕逸。
負責判斷暴投或捕逸的是官方紀錄員。如果不確定的話，通常會給予有利於捕手的判定。也就是說大多數的情況都會紀錄為暴投。
暴投在紀錄上不算是失誤；因為暴投所失去的分數在紀錄上算是投手的自責分。
捕逸在紀錄上亦不算是失誤；但捕逸所失去的分數在紀錄上不算是投手的自責分。
在美國職棒大聯盟的紀錄裡，Nolan Ryan是生涯累計投出最多次暴投的投手，共計277次。第二名是Mickey Welch，總共274次。之後的差距就越來越大，第三名是提姆·基弗，總共233次。
單季暴投次數紀錄保持人是1886年的Bill Stemmeyer，總共63次。1901年以後的單季最多暴投次數則是1905年的Red Ames，總共30次。

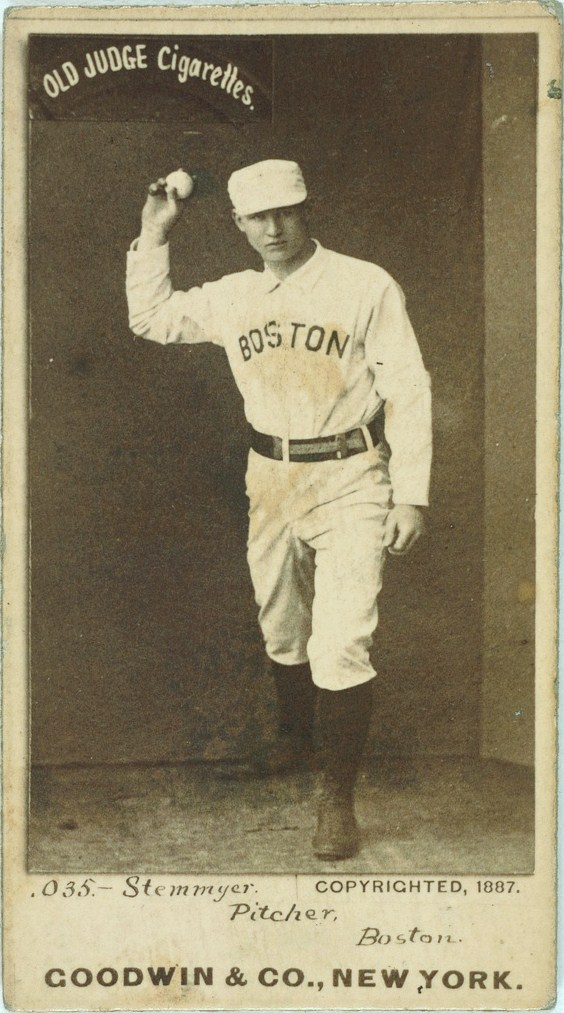
Bill Stemmeyer在美国职棒大联盟的一个赛季创纪录的63次暴投